# Aérospatiale SN-601 Corvette
El Aérospatiale SN 601 Corvette es un avión de negocios francés desarrollado durante la década de 1970 por la empresa aeroespacial francesa Aérospatiale. Las ventas fueron decepcionantes y sólo se construyeron 40 unidades.

## Diseño y desarrollo
El proyecto comenzó a diseñarse en la segunda mitad de la década de 1960 luego de la creación de Aérospatiale (Empresa creada luego de la unión de las compañías Sud Aviation, Nord Aviation y la Société d'études et de réalisation d'engins balistiques SÉREB). La primera vez que se enseñó el proyecto al público fue con una maqueta a escala; era un diseño convencional para su clase, un monoplano de ala baja con motores turbofan montados en la parte trasera del fuselaje. El prototipo del SN 600 voló por primera vez el 16 de julio  de 1970 con dos motores JT15Ds Pratt & Whitney instalados.
A fines de 1976 Aérospatiale decidió cesar la producción después de que la empresa sólo había recibido 27 pedidos en los dos años y medio después de la certificación de la aeronave (tenía la esperanza de vender seis SN 600 por mes). Se evaluó la posibilidad de agregar un tramo más de fuselaje para llegar a acomodar 18 asientos, el modelo se llamaría Corvette 200; pero Aérospatiale decidió terminar con el proyecto definitivamente luego de este fracaso.

## Historia operacional
Fueron utilizados principalmente por aerolíneas regionales francesas (Air Alpes, Air Alsace, Air Champagne y TAT European Airlines) también fue utilizado por compañías extranjeras (Sterling Airlines). La Fuerza Aérea del Congo utilizó uno para transporte VIP. En enero de 2009,  siguen activos un pequeño número en Europa y África, incluyendo uno (F-GPLA) en Francia acondicionada para la fotografía aérea.
Airbus mantuvo desde 1981 a 2009 un grupo de cinco SN 600 para transporte.

## Usuarios
Benín
- Air Benin
- Fuerza Área de Benín

 República del Congo
- Aero-Service

 Dinamarca
- Aalborg Airtaxi
- North Flying
- Sterling Airlines
- Air Marine

 España
- Drenair
- Gestair Executive Jet
- Teire SA
- Mayoral
- Aeropublic

 Francia
- Aero Vision
- Air Alpes
- Air Alsace
- Airbus Industrie
- Air Service Continentale
- Eurocopter
- Gallic Aviation
- Musée de l'Air et de l'Espace
- TAT European Airlines

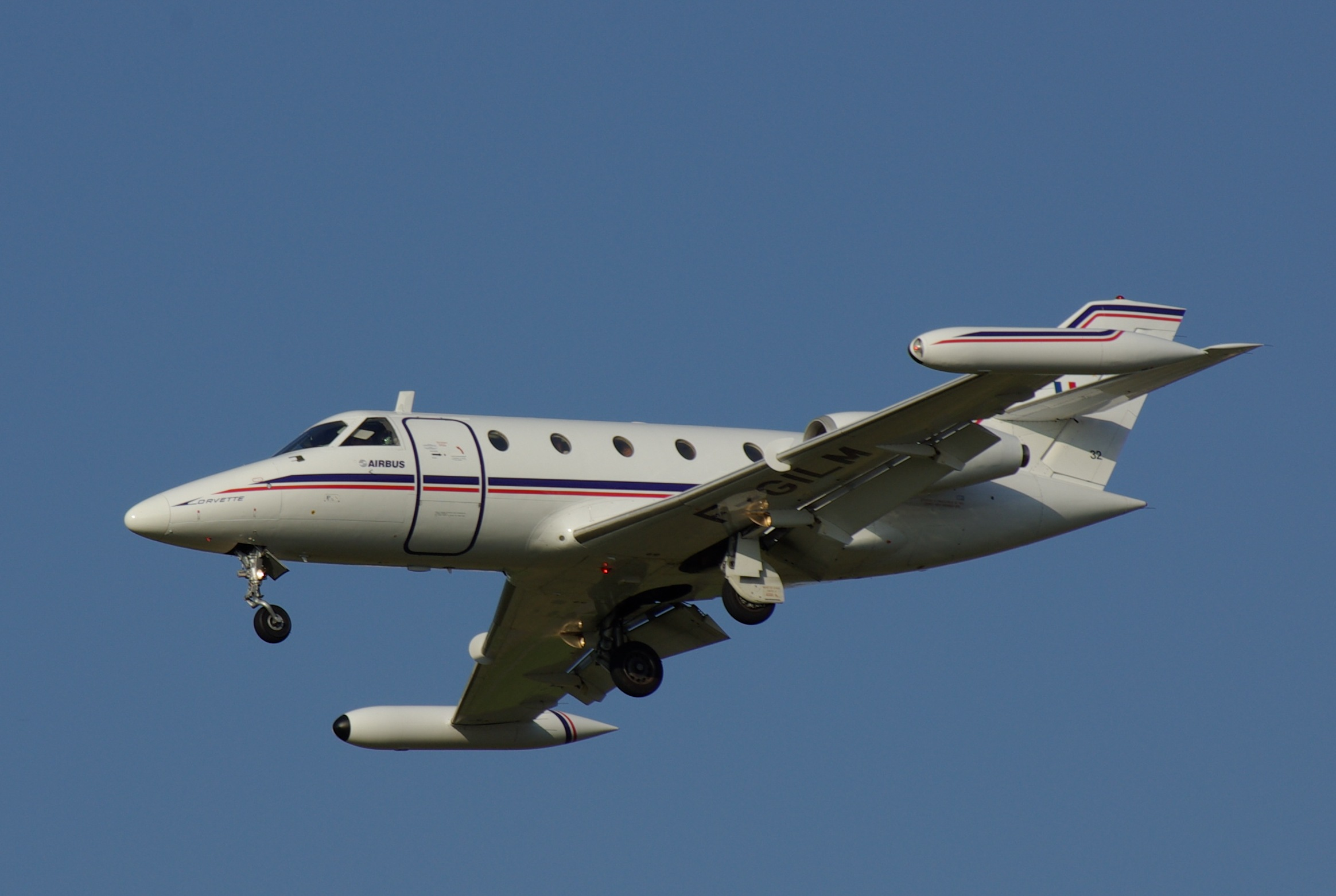
Aerospatiale Corvette de Airbus Industries

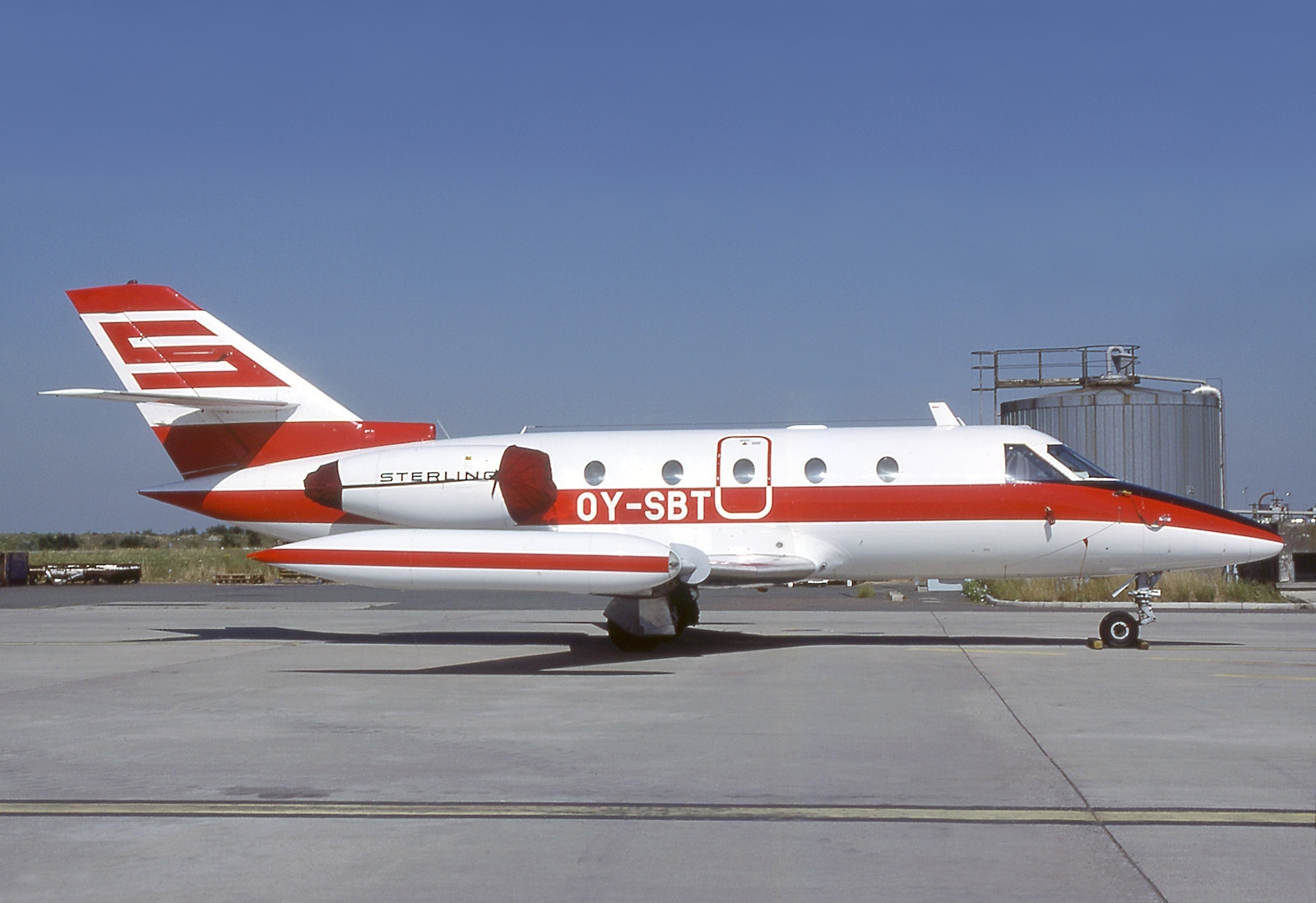
Aérospatiale Corvette de Sterling Airlines

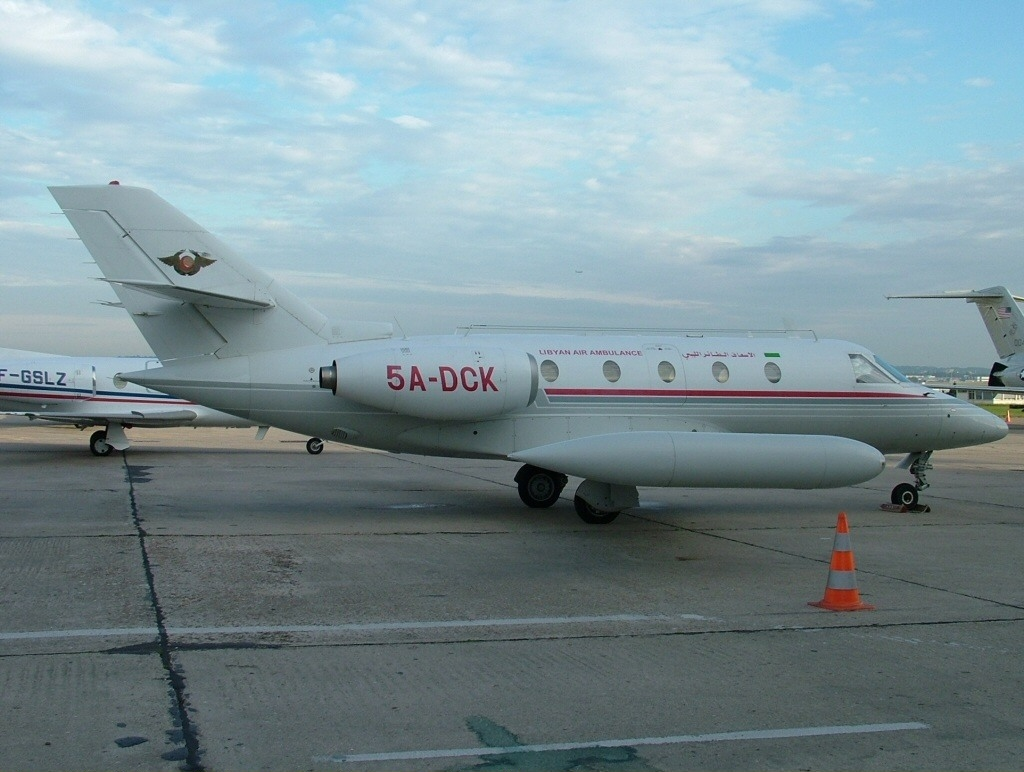
Aérospatiale Corvette como Ambulancia Aérea de Libia

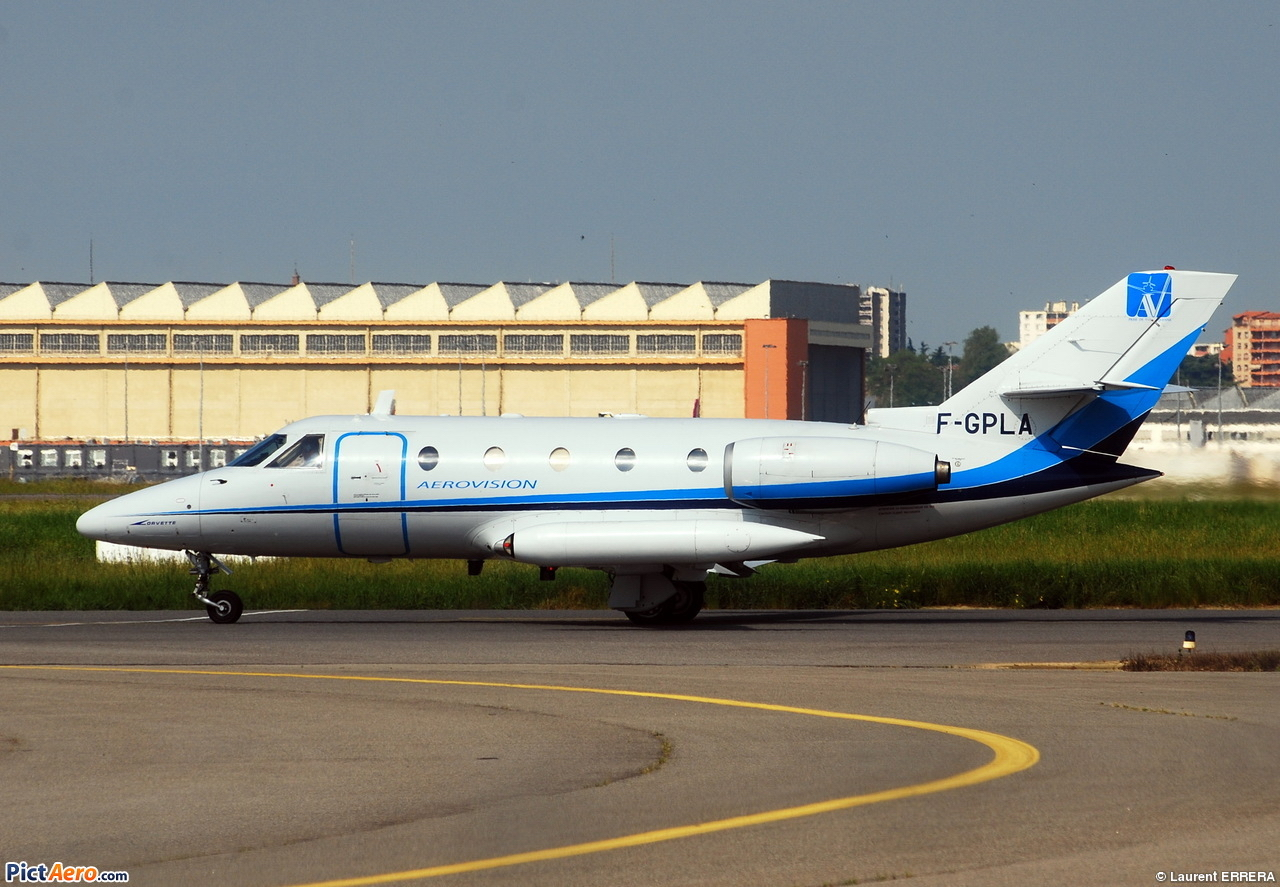
Aerospatiale Corvette F-GPLA; usado para fotografía aérea.

- TAT Transport Aerien Transregional
- Uni-Air

 Mali
- Fuerza aérea de Malí.

 Estados Unidos
- Air National Aircraft Sales & Service Inc.
- Midwest Air Charter (Airborne Express)

 Países Bajos
- Jetstar Holland

 Libia
- Ambulancia Aérea de Libia

 Gabón
- Air Inter Gabón

 Madagascar
- Aeromarine

 Suecia
- Baltic Aviation Inc.

## Especificaciones

### Características generales
- Tripulación: 1 o 2 pilotos
- Capacidad: 6 a 14 pasajeros según configuración.
- Longitud: 13,8 m (45,4 ft)
- Envergadura: 12,9 m (42,2 ft)
- Altura: 4,2 m (13,9 ft)
- Superficie alar: 22 m² (236,8 ft²)
- Peso vacío: 3510 kg (7736 lb)
- Peso máximo al despegue: 6600 kg (14 546,4 lb)
- Planta motriz: 2× turbofan Pratt & Whitney Canada JT15D-4.
  - Empuje normal: 11,1 kN (1134 kgf; 2500 lbf) de empuje cada uno.

### Rendimiento
- Velocidad nunca excedida (Vne): 760 km/h (472 MPH; 410 kt)
- Velocidad crucero (Vc): 566 km/h (352 MPH; 306 kt)
- Velocidad de entrada en pérdida (Vs): 168 km/h (104 MPH; 91 kt)
- Alcance: 2555 km (1380 nmi; 1588 mi)
- Techo de vuelo: 12 500 m (41 010 ft)
- Régimen de ascenso: 14 m/s (2756 ft/min)

- Velocidad máxima: 760 kmh (410 nudos, 472 mph) en 9.000 m (30.000 pies) (crucero max)
- Velocidad de crucero: 566 kmh (306 nudos, 352 mph) a 11.900 m (39.000 pies) (econ crucero)
- Velocidad de entrada en pérdida: 168 kmh (91 nudos, 105 mph) y ruedas solapas abajo
- Alcance: 2.555 kilómetros (1.380 millas náuticas, 1.588 millas) (potencia econ crucero, con tanques de punta, 45 reservas min)
- Techo de vuelo: 12.500 m (41.000 pies)
- Régimen de ascenso: 13,7 m / s (2.700 pies / min)